# بيلي بريسكو
بيلي بريسكو (بالإنجليزية: Billy Briscoe)‏ (6 نوفمبر 1896 في المملكة المتحدة - 7 فبراير 1994 في المملكة المتحدة) هو لاعب كريكت ولاعب كرة قدم بريطاني (وحمل سابقاً جنسية المملكة المتحدة لبريطانيا العظمى وأيرلندا) في مركز الهجوم. لعب مع بورت فايل وستوك سيتي وCongleton Town F.C. ‏.